# Грослангхајм
Грослангхајм (њем. Großlangheim) град је у њемачкој савезној држави Баварска. Једно је од 31 општинског средишта округа Кицинген. Према процјени из 2010. у граду је живјело 1.631 становника. Посједује регионалну шифру (AGS) 9675131.

## Географски и демографски подаци
Грослангхајм се налази у савезној држави Баварска у округу Кицинген. Град се налази на надморској висини од 224 метра. Површина општине износи 14,8 km². У самом граду је, према процјени из 2010. године, живјело 1.631 становника. Просјечна густина становништва износи 111 становника/km².